# Céleste Albaret
Céleste Albaret (Auxillac, 17 maggio 1891 – Méré, 25 aprile 1984) è stata una governante di Marcel Proust e autrice di proprie memorie sullo scrittore.

## Biografia
Nata Célestine Gineste, dopo aver sposato nel 1913 Odilon Albaret, autista di taxi, del quale Marcel Proust era cliente abituale, ella diviene, per intercessione del marito, cameriera presso lo scrittore, e gli resta fedele fino alla morte (1922). Dopo la morte di Proust apre, con il marito e la figlia Odile, un albergo nel VI arrondissement di Parigi, per poi diventare guardiana dal 1954 al 1970 della casa-museo "Le Belvédère" di Maurice Ravel, a Montfort-l'Amaury, comune del dipartimento di Yvelines.
Rintracciata negli anni 1970, viene convinta a scrivere le memorie, uscite con il titolo Monsieur Proust (1973, scritto con l'aiuto di Georges Belmont), tradotto in molte lingue e viatico per l'onorificenza di commendatore dell'Ordre des arts et des lettres.

## Personaggio
Si ritiene che il personaggio di Françoise, cuoca della zia Léonie a Combray, quindi a servizio del protagonista della Recherche du temps perdu sia ispirato per buona parte a lei, benché in Sodoma e Gomorra appaia un personaggio che porta il nome di Céleste Albaret (giovane donna incontrata a Balbec durante il secondo soggiorno, che fa la cameriera, insieme con la sorella, a un'anziana signora straniera). Difatti, anche la sorella di Céleste, Marie Gineste, fu per un periodo a servizio di Proust.
Tra le poesie di Proust, raccolte postume, una le è dedicata.
La governante di Proust appare anche altrove, come nel libro di Christian Pechenard, Proust et Céleste (Table ronde, Paris, 1996) o nel romanzo di Lina Lachgar, Vous, Marcel Proust (Différence, Paris, 2007), sorta di diario personale immaginario. Un libro omaggio Mademoiselle de la Canourgue: hommage à Céleste Albaret di Jacques Blanc è stato stampato nel 1994 a La Canourgue, a cura del comune. Anche l'autore olandese Ben van der Velden (Céleste, het meisje van Proust, De Arbeiderspers, Amsterdam, 1971) e, in precedenza, Marie Scheikévitch (Marcel Proust et Céleste, Fayard, Paris 1960) hanno scritto un libro su di lei.
Il film Céleste (1980), di Percy Adlon racconta la storia del rapporto tra lo scrittore e la sua governante.

## Opere
- Monsieur Proust, Éditions Robert Laffont, Paris, 1973, 20012, trad. e note di Augusto Donaudy, Rizzoli, Milano, 1974; n. ed. SE ("Testi e documenti" n. 146), Milano, 2004[6].